# Hoogledeberg
De Hoogledeberg is een heuvel in de Belgische provincie West-Vlaanderen, tussen Hooglede en Roeselare. De Hoogledeberg komt uit op de Heuvelrug van Hooglede, een uitloper van het Plateau van Tielt. De top ligt in het dorp Hooglede.

## Wielrennen
De helling wordt opgenomen in de Handzame Classic en de Grote Prijs Jean-Pierre Monseré. Ook is de helling opgenomen in de recreatieve oranje lus van de Vive le vélo fietsroutes.